# Ерик Монгрејн
Ерик Монгрејн (енгл. Erik Mongrain; Монтреал, 12. април 1980) је канадски композитор и гитариста, познат по своме јединственом акустичком стилу, и по коришћењу обе руке у трзању жица акустичне гитаре постављене у крило.

## Биографија
Ерик је научио да свира гитару са 14 година. Почео је са електричном гитаром, а заинтересовао се за акустичну гитару када је чуо музику Јохана Себастијана Баха. Његове ране инспирације били су Металика, Џими Хендрикс и Курт Кобејн.

## Дискографија
- Equilibrium (2008)
- Fates - судбине (2007)
- Un paradis quelque part (2005)
- Les pourris de talent (2005)

## Видео
- Ерик Монгрејн - AirTap!
- Ерик Монгрејн - Fusions
- Ерик Монгрејн - Timeless
- Ерик Монгрејн - I Am Not
- Ерик Монгрејн - PercussienFa
- Ерик Монгрејн - The Silent Fool
- Ерик Монгрејн - A Ripple Effect